# آئرواسیس
آئرواسیس (به انگلیسی: Aeroasis) یک شرکت هواپیمایی است که در تاریخ ۱ مارس ۲۰۰۶ میلادی تأسیس شده است. دفتر مرکزی آئرواسیس در بوگوتا کلمبیا واقع شده‌است و قطب این شرکت هواپیمایی در فرودگاه بین‌المللی ال دورادو قرار دارد و به ۱۲ مقصد، پرواز مستقیم انجام می‌دهد.

## ناوگان هوایی
آئرواسیس در حال حاضر دارای فروند ایرباس ای۳۲۰ است و ۳ فروند دیگر نیز به‌زودی به ناوگان هوایی آئرواسیس اضافه خواهد شد.

## مقصدهای پروازی
از فرودگاه بین‌المللی ال دورادو:
- بارانکیلا / فرودگاه بین‌المللی ارنستو کورتیسوز
- بوکارامانگا / فرودگاه بین‌المللی پالونگرو
- کالی / فرودگاه بین‌المللی آلفونسو بونییا آراگون
- کارتاگنا (کلمبیا) / فرودگاه بین‌المللی رافائل ناندز
- کوکوتا / فرودگاه بین‌المللی کمیلو دازا
- لتیسیا (آماسوناس) / فرودگاه بین‌المللی آلفردو واسکوز کوبو
- مدئین / فرودگاه بین‌المللی خوزه ماریا کوردوا
- مونتریا / فرودگاه لوس گارزونس
- پریرا (کلمبیا) / فرودگاه بین‌المللی ماتکانا
- San Andrés / فرودگاه بین‌المللی گوستاو روجاس پینیلا
- سانتا مارتا (کلمبیا) / فرودگاه بین‌المللی سیمون بولیوار (کلمبیا)

از فرودگاه بین‌المللی خوزه ماریا کوردوا:
- بوگوتا / فرودگاه بین‌المللی ال دورادو
- کالی / فرودگاه بین‌المللی آلفونسو بونییا آراگون
- San Andrés / فرودگاه بین‌المللی گوستاو روجاس پینیلا

از فرودگاه بین‌المللی آلفونسو بونییا آراگون:
- بوگوتا / فرودگاه بین‌المللی ال دورادو
- مدئین / فرودگاه بین‌المللی خوزه ماریا کوردوا
- San Andrés / فرودگاه بین‌المللی گوستاو روجاس پینیلا

از فرودگاه آنتونیو نارینیو:
- بوگوتا / فرودگاه بین‌المللی ال دورادو
- مدئین / فرودگاه بین‌المللی خوزه ماریا کوردوا
- کالی / فرودگاه بین‌المللی آلفونسو بونییا آراگون